# Seznam nosilcev spominskega znaka Brnik
Seznam nosilcev spominskega znaka Brnik.

## Seznam
(datum podelitve -ime)
- 28. junij 1999 - Branko Benčević

- 6. oktober 1999 - Jožef Zaletelj - Zvonko Zavodnik - Matjaž Zupančič